# Execution of Czolgosz with Panorama of Auburn Prison
Execution of Czolgosz with Panorama of Auburn Prison è un cortometraggio muto del 1901 diretto da Edwin S. Porter. Questo primo docu-drama mostra la prigione di Auburn e ricostruisce l'esecuzione sulla sedia elettrica di Leon Czolgosz, l'assassino del presidente William McKinley che, in seguito all'attentato, era morto il 14 settembre 1901.

## Produzione
Il film fu prodotto dalla Edison Manufacturing Company. Nel corso del 1901, Edison aveva prodotto e distribuito numerosi film sull'assassinio di William McKinley a causa dell'intenso interesse che mostrava il pubblico. Per l'ultimo della serie, il produttore Edwin S. Porter aveva chiesto di poter filmare l'esecuzione di Leon Czolgosz, ma il permesso gli venne negato e poté girare solo all'esterno della prigione, mentre l'esecuzione venne ricreata sul set.

## Distribuzione
Distribuito dalla Edison Manufacturing Company, il film - un cortometraggio di quattro minuti - fu presentato al pubblico il 16 novembre 1901.
Poiché il copyright non copriva il film fino a quando il Townsend Amendment del 1912 aggiornò il Copyright Act del 1909, la Edison Manufacturing Company presentò una copia cartacea alla Paper Print Collection della Library of Congress, ora parte della collezione del Motion Picture, Divisione Broadcasting e Recorded Sound.